# St. Jakobus der Ältere (Marktschorgast)

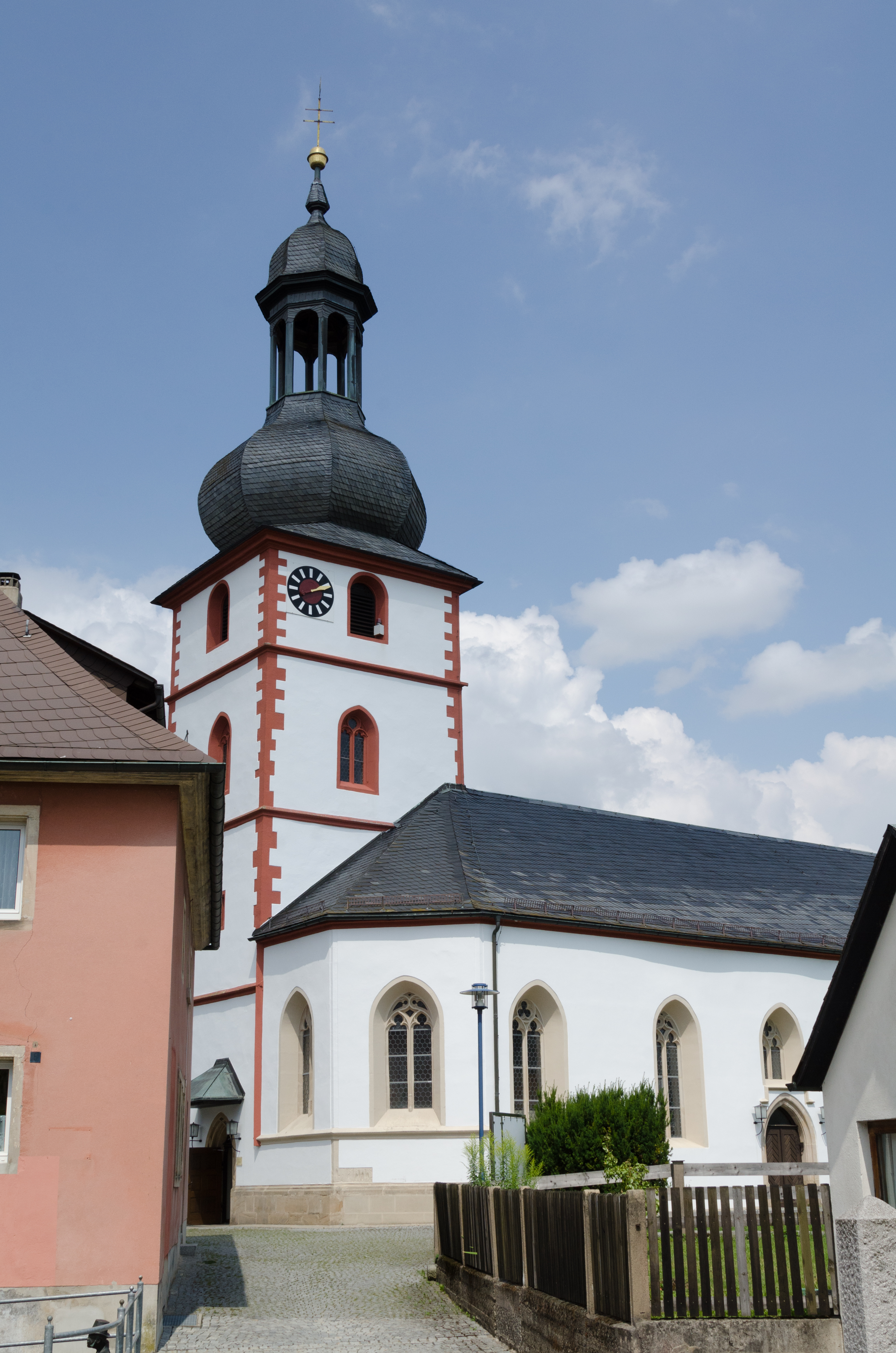
St. Jakobus der Ältere in Marktschorgast

Die römisch-katholische Pfarrkirche St. Jakobus der Ältere steht in Marktschorgast, einem Markt im oberfränkischen Landkreis Kulmbach in Bayern. Der Kirchturm des denkmalgeschützten Bauwerks entstand im Kern vor 1109. Die Pfarrei gehört zum Seelsorgebereich Main-Schorgast-Tal im Dekanat Kulmbach des Erzbistums Bamberg.

## Beschreibung

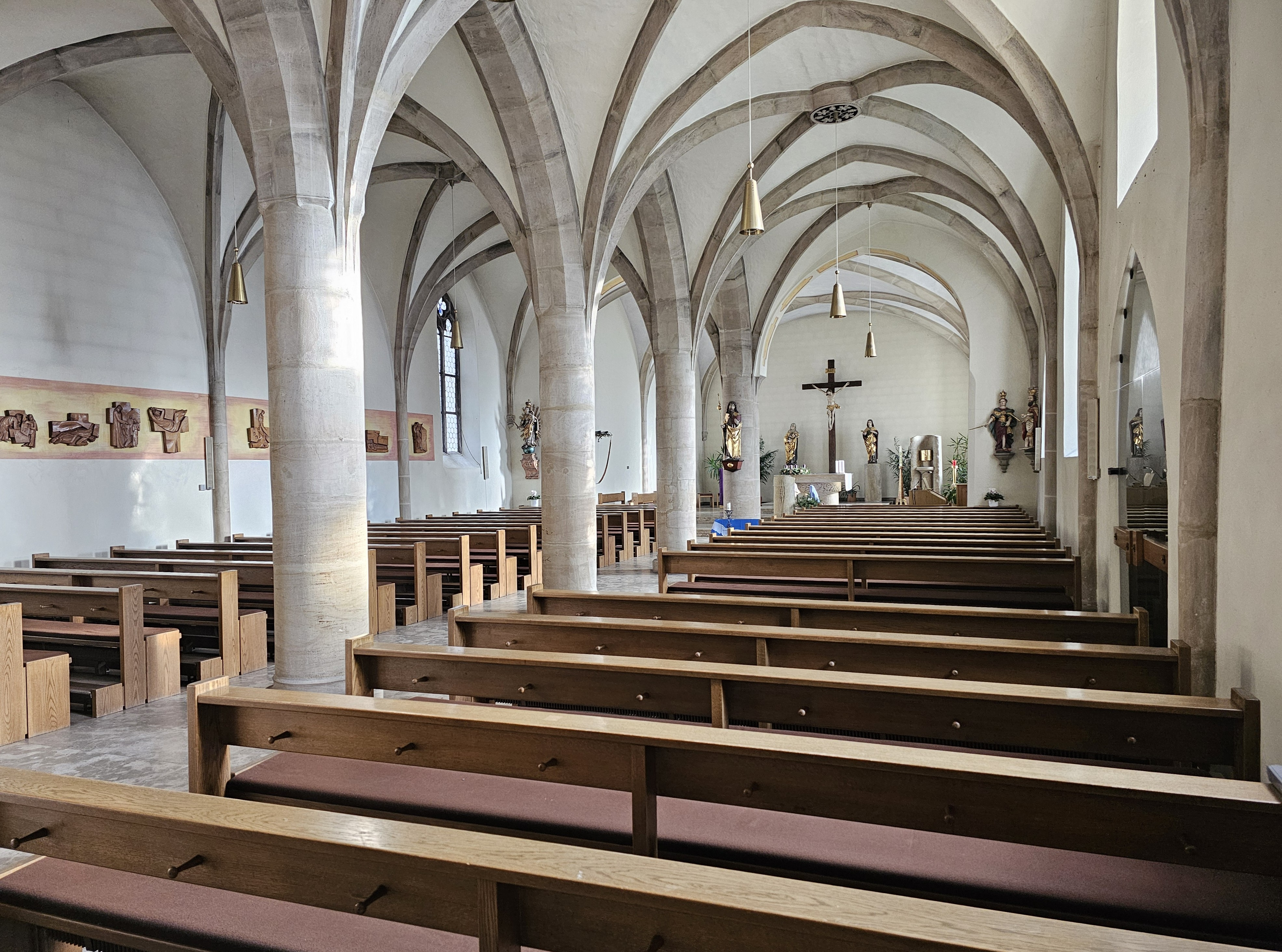
Blick zum Chor

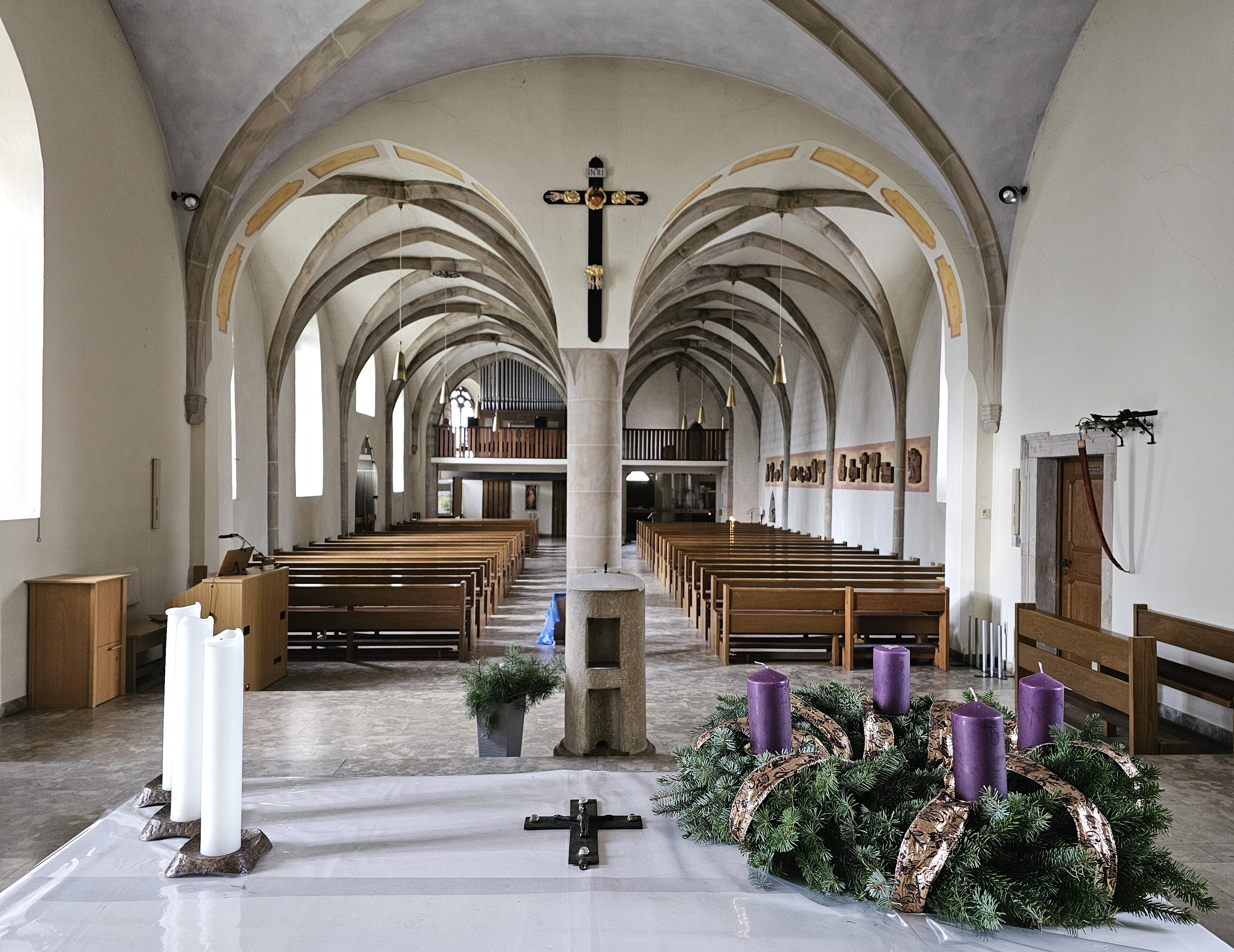
Blick zur Orgel

Teile des Chors sind im Kern romanisch. Sie sind die Reste einer spätmittelalterlichen Wehrkirche. 1516 wurde die bisherige Saalkirche durch den Anbau eines südlichen Seitenschiffes zur gotischen Hallenkirche erweitert und westlich des nördlichen Kirchenschiffs der Chorflankenturm, der mit einer Welschen Haube bedeckt ist, errichtet. Er ist durch Gesimse in vier Geschosse unterteilt. Sein oberstes Geschoss beherbergt die Turmuhr und hinter den Klangarkaden den Glockenstuhl. Das Langhaus von fünf Jochen ist durch runde Pfeiler in der Mitte in zwei Kirchenschiffe unterteilt, die mit Kreuzrippengewölben überspannt sind. Der querrechteckige Chor wurde zu dieser Zeit umgestaltet, sein Kreuzgewölbe, dessen Gurtbögen auf Pilastern beginnen, erhielt er erst 1702. Die Kirchenausstattung ist überwiegend neugotisch, zum Beispiel ein Marienbildnis. Die Darstellung von Jakobus dem Älteren entstand um 1500, ebenso das Taufbecken. Die Orgel wurde 1900 von Johann Wolf erbaut. Sie besitzt 16 Register auf zwei Manualen und Pedal. 1980 erfolgte eine Überholung durch Hey Orgelbau. Außerdem befindet sich im Chorraum eine elektronische Orgel.